# Judith Schwaab
Judith Schwaab (* 1960 in Grünstadt) ist eine deutsche literarische Übersetzerin und Verlagslektorin.  

## Leben
Judith Schwaab studierte Italienische Philologie und arbeitete  als literarische Übersetzerin. Sie wurde 1991 Verlagslektorin bei Droemer Knaur Kindler. Von 1997 bis 2002 arbeitete sie als Cheflektorin für Belletristik beim Blessing/Knaus Verlag. 
Sie ist Lektorin und Übersetzerin der englischsprachigen Autoren  Chimamanda Ngozi Adichie, Laura Barnett, Jedediah Berry, Fredrik Brounéus, Cassandra Brooke, Geraldine Brooks, Stephen L Carter, Carol O’Connell, Debra Dean, Anthony Doerr, Alan Drew, Fernanda Eberstadt, Sara Forster, Kate Furnivall, Robert Goolrick, Lauren Groff, Jane Harris, Sheridan Hay, Anna Hope, Katherine Howe, Kelly Jones, Shelly King, Kay Langdale,  Alan Lazar, Richard Mason, Jojo Moyes, Sara Nović, Irene Sabatini, Michelle Sacks, Rebecca Serle, Andrew Wilson und Don Winslow. Aus dem Italienischen übersetzte sie Bücher von Giacomo Cacciatore, Irene Cao, Teresa De Sio, Cristina De Stefano, Maurizio De Giovanni, Viola Di Grado, Francesca Muci und Donatella Rizzati.

## Auszeichnungen
- 2020: Internationaler Hermann-Hesse-Preis gemeinsam mit Ngozi Adichie (Nigeria) für die Übersetzung des Romans Blauer Hibiskus[1][2]